# Gabriella Cilmi
Gabriella Lucia Cilmi (udtales "chill me"; født 10. oktober 1991 i Melbourne, Australien) er en australsk sangerinde.
Allerede som 13-årig blev Gabriella opdaget af pladebranchen og fløjet til England, hvor hun fik sin første pladekontrakt.
Debutalbummet Lesson To Be Learned udkom i England i slutningen af marts 2008 og er produceret af producerteamet Xenomania, der bl.a. har arbejdet med Sugababes, som den nu 18-årige Gabriella Cilmi deler manager med. 
Gabriella Cilmi har modtaget hele 6 ARIA priser (australsk pendant til DMA) i kategorier som Best Female Artist (foran Kylie Minogue), Breakthrough Artist+Album og Single of the Year for hittet Sweet About Me.